# Paulo Mendo
Adalberto Paulo da Fonseca Mendo (Lisboa, 3 de outubro de 1932 – Porto, 3 de abril de 2025) foi um médico e político português. Ocupou o cargo de Ministro da Saúde no XII Governo Constitucional entre 1993 e 1995.
Foi médico neurologista, neurorradiologista, diretor de serviço e diretor do Hospital de Santo António, no Porto.

## Biografia
Apesar de a família ser do Norte (pai era de Mirandela e a mãe de Amarante), nasceu em Lisboa, em Alcântara, nas casas da União Fabril. O pai engenheiro foi para a capital trabalhar nos armazéns da CUF. A família mudou-se para São Pedro da Cova quando o pai arranjou emprego nas minas de carvão. Fez aí a instrução primária e quando terminou foi para o Liceu Alexandre Herculano, no Porto. Fez o 1º ano de Medicina enquanto se envolvia na política no MUD Juvenil (Movimento de Unidade Democrática). Resolveu mudar de curso e ir para Belas Artes.
Conheceu a futura esposa no curso de Belas Artes, em 1950, tendo casado posteriormente aos 22 anos. Esta convenceu-o a regressar à Medicina, em 1951, mas sempre ligado à política e ao MUD. Foi preso pela PIDE durante dois meses e meio, juntamente com membros das associações académicas. Foi absolvido em julgamento.
É destacado durante 10 meses como adido à biblioteca no Quartel da Graça, em Lisboa.
Em 1959 forma-se e entra no Hospital de São João, onde se torna neurologista. Especializou-se em neurologia de traumatologia de urgência no Hospital de Santo António.
Decidiu ir para Marrocos por oposição à guerra colonial, tendo trabalhado nas urgências de um hospital. Regressou a Portugal em agosto de 1974, tendo retomado o serviço no Hospital de Santo António.
Foi secretário de estado duas vezes, no I Governo Constitucional de 1976-77, e pelo CDS, na AD, de 1981 a 1983. Foi convidado por Cavaco Silva para ser ministro da Saúde, de 7 de dezembro de 1993 a 28 de outubro de 1995. Foi o autor da Lei nº 12/93, de 22 de abril, que regula a colheita e transplante de órgãos e tecidos de origem humana em Portugal, e que permite a colheita dos mesmos em cadáveres, desde que não tenha havido oposição declarada do cidadão antes da morte.
Reformou-se no ano 2000.
Foi casado com Verónica durante 61 anos, com a qual teve o seu único filho Pedro. A esposa faleceu em 2013 vítima de doença prolongada. O filho é arquiteto. Teve uma neta e um bisneto.
Faleceu no dia 3 de abril de 2025, no Hospital de Santo António, no Porto.

## Funções governamentais exercidas
- XII Governo Constitucional
  - Ministro da Saúde